# ديفيا خوسلا كومار
ديفيا خوسلا كومار (بالإنجليزية: Divya Khosla Kumar)‏ هي ممثلة ومنتجة ومخرجة هندية من مواليد مومباي. قامت بإخراج العديد من الإعلانات وظهرت أيضًا في بعض مقاطع الفيديو الموسيقية. هي زوجة بوشان كومار، رئيس مجلس الإدارة والعضو المنتدب لشركة تي سيريز للموسيقى وإنتاج الأفلام.

## وصلات خارجية
- ديفيا خوسلا كومار على موقع IMDb (الإنجليزية)
- ديفيا خوسلا كومار على موقع أول موفي (الإنجليزية)
- ديفيا خوسلا كومار على موقع قاعدة بيانات الفيلم (الإنجليزية)
- ديفيا خوسلا كومار على موقع كينوبويسك (الروسية)